# Perla Batalla
Pour les articles homonymes, voir Batalla.
Perla Batalla (née en 1964 à Los Angeles, en Californie) est une chanteuse, compositrice et arrangeuse américaine d'origine mexicaine. Elle attire l'attention internationale comme étant la chanteuse d'appoint pour Leonard Cohen avant d'entreprendre une carrière solo à l'encouragement de ce dernier.

## Biographie

### Jeunesse et débuts
D'origine mexicaine par son père, un musicien et DJ de mariachi propriétaire d'un magasin de disques en langue espagnole, Perla Batalla naît à Los Angeles. Sa mère est une Argentine qui dirigeait un magasin de disque familial, la Discoteca Batalla. Deux ans après avoir obtenu son diplôme d'études secondaires, Batalla obtient une bourse pour fréquenter le Lee Strasberg Theatre Institute. Parallèlement, elle gagne de l'argent en participant à des concours de talents dans des bars. Batalla déclare à un journaliste du Los Angeles Times en 2001 qu'elle fréquentait la faculté de droit lorsqu'elle a suivi les conseils d'un ami qui lui a recommandé de se lancer dans une carrière musicale. Elle est présentée à Leonard Cohen par son amie Julie Christensen, alors que Cohen auditionnait des choristes pour sa tournée I'm Your Man. Batalla déclare en 2001 que sa rencontre avec Cohen avait été « sa grande chance et le début de tout »

### Albums
Jac Holzman signe Batalla chez Discovery Records, qui sort son premier album, Perla Batalla, en 1994,. L'album comprend des chansons écrites par Batalla, ainsi que des reprises, notamment Sixteen Tons et des chansons de Cohen et Van Morrison. Une critique dans Billboard le qualifie de « premier album passionné, parfois sublime » et estime que, bien que Batalla ait « tendance à tomber dans une écriture unidimensionnelle, elle compense cette lacune par [certaines] compositions originales profondes » Après le départ de Holzman de Discovery, Batalla quitte la société et fonde son propre label musical, Mechuda Music. Elle sort son deuxième album, Mestiza, en 1998 sur son propre label et le vend via son site web,. Les deux CD sont coécrits avec David Batteau. Amazon désigne Mestiza comme la meilleure sortie indépendante de l'année,. 
Heaven and Earth: the Mestiza Voyage suit en 2000, et est décrit par Mark Holston, du magazine Hispanic, comme « une collection de thèmes poétiques et contemplatifs développés à un rythme tranquille », sur lesquels Batalla était « une chanteuse envoûtante qui jette un sort durable ». Peu après la sortie de l'album, une critique d'un concert de Batalla par Ernesto Lechner dans le Los Angeles Times la compare à Joni Mitchell et Joan Baez, et suggérait qu'elle avait été influencée par l'album Rumours de Fleetwood Mac. Lechner fait l'éloge de la performance de Batalla, écrivant que « sa musique caresse par ses harmonies et ses rythmes doux, puis vous captive par un refrain inattendu ou une résolution mélodique inhabituelle », et la décrivant comme « une conteuse née dotée d'un sens de l'humour turbulent ».

## Distinctions
Perla Batalla se donne comme mission d'honorer ses racines et de sensibiliser de jeunes auditoires — principalement des communautés sous-desservies des États-Unis — à la beauté de la musique et de la langue espagnole.
Elle reçoit en 2007 le prix Charte de la Terre des Nations Unies pour son dévouement extraordinaire à la justice sociale et économique.
Elle est également récipiendaire du prix Premio Fronterizo du festival Border Book pour son travail de guérison dans le monde.

## Discographie

### Albums studio
- 1993 : Perla Batalla
- 1999 : Mestiza
- 2000 : Heaven and Earth
- 2002 : Discoteca Batalla
- 2004 : Gracias a la Vida
- 2007 : Bird on the Wire: The Songs of Leonard Cohen
- 2008 : We Three Kings
- 2014 : Love is Everything
- 2024 : A Letter to Leonard Cohen

### Avec Leonard Cohen
- 1992 : The Future - , Arrangements ces chœurs sur The Future, chant sur Closng Time [réf. souhaitée]
- 1994 : Cohen Live
- 2011 : Leonard Cohen – The Complete Studio Albums Collection - Coffret 11 CD - Perla sur l'album  The Future.
- 2017 : Angels At My Shoulder • Live 1993

### Collaborations
- 2005 ; Leonard Cohen: I'm Your Man - Bande Sonore du film de 2005 réalisé par Lian Lunson. Perla Batalla sur 3 chansons, soit Bird on the Wire en solo, Suzanne avec Mick Cave et Julie Christensen et Anthem avec Julie Christensen. Aussi présents sur la bande sonore, Laurie Anderson, U2, Martha Wainwright, Kate & Anna McGarrigle, etc.